# Kim Hyo-eun
Kim Hyo-eun (auch Jenny Kim; * 11. September 1967) ist eine südkoreanische Diplomatin.

## Leben
Sie erhielt 1990 ihren Bachelor in Politikwissenschaft und Diplomatie an der Yonsei University in Seoul und ihren Master an der Jackson School of International Studies an der University of Washington in Seattle im Jahr 1996.
Im April 2016 wurde Kim als Botschafterin der Republik Korea in Senegal, Gambia, Guinea, Guinea-Bissau, Mali und Kap Verde ernannt. Ende Januar 2018 wurde bekannt, dass sie Global Green Growth Institute (GGGI) als stellvertretende Generaldirektorin der Abteilung Green Growth Planning & Implementation (GGP&I) zum 4. Mai 2018 übernehmen wird.

## Schriftstellerisches Wirken
2008 schrieb sie ein Buch über das Leben einer Diplomatin mit dem Titel A Diplomat Must Be a Multiplayer (외교관은 국가대표 멀티플레이어). Ihr neues Buch mit dem Titel „Audacious Challenge to International Organizations“ wurde im Juli 2013 veröffentlicht.

## Familie
Sie ist verheiratet und hat einen Sohn.